# Spoorlijn Lehrte - Cuxhaven
De Spoorlijn Lehrte - Cuxhaven is een Duitse spoorlijn in Nedersaksen en Hamburg en als lijn 1720 onder beheer van DB Netze.

## Geschiedenis
Het traject tussen Lehrte en Celle werd aangelegd door de Königlich Hannöverschen Staatseisenbahnen en geopend op 15 oktober 1845. Op 1 mei 1847 werd het traject van Celle naar Hamburg-Harburg geopend. Tussen Hamburg-Harburg en Cuxhaven werd de lijn als Niederelbebahn aangelegd door de Unterelbesche Eisenbahngesellschaft en tussen Harburg en Buxtehude geopend op 1 april 1881 en tussen Buxtehude en Cuxhaven geopend op 1 november 1881.
Sinds 2012 ligt DB 1153 als derde spoor tussen Lüneburg en Stelle.
De lijn wordt sinds 2018 geëxploiteerd door Regionalverkehre Start Deutschland, een dochteronderneming van Deutsche Bahn.

### ICE-ongeluk in Eschede
Het ICE-ongeluk in Eschede vond plaats op 3 juni 1998, waarbij een hogesnelheidstrein van de Duitse Spoorwegen, een ICE, ontspoorde nabij de Duitse stad Eschede. Hierbij kwamen 102 mensen om het leven en raakten 88 zwaargewond. Het was tot dan toe het zwaarste ongeluk in de geschiedenis van de Deutsche Bahn AG en tevens het zwaarste ongeluk met een hogesnelheidstrein wereldwijd.

## Treindiensten
De Deutsche Bahn verzorgt het personenvervoer op dit traject met ICE- en IC- en met S-Bahn-treinen tussen Lehrte en Celle en S-Bahn-treinen tussen Hamburg-Neugraben en Stade. Metronom verzorgt het vervoer met RE- en RB-treinen.
| Serie  | Treinsoort                        | Route | Bijzonderheden |
| ------ | --------------------------------- | --- | --- |
| ICE 4  | InterCityExpress (DB Fernverkehr) | Hamburg Hbf – Hannover Hbf – Frankfurt (Main) Hbf – Darmstadt Hbf | |
| ICE 20 | InterCityExpress (DB Fernverkehr) | [ Kiel Hbf – Neumünster ] / [ Hamburg-Altona ] – Hamburg Dammtor – Hamburg Hbf – Lüneburg – Uelzen – Hannover Hbf – Göttingen – Kassel-Wilhelmshöhe – Fulda – Hanau Hbf – Frankfurt (Main) Hbf – [ Frankfurt (Main) Flughafen Fernbahnhof – Mainz Hbf – Wiesbaden Hbf ] / [ Mannheim Hbf – Karlsruhe Hbf – Baden-Baden – Freiburg (Breisgau) Hbf – Basel Bad Bf – Basel SBB – Zürich Hbf ] | Rijdt elke twee uur. |
| ICE 22 | InterCityExpress (DB Fernverkehr) | [ [ Kiel Hbf – Neumünster ] / [ Hamburg-Altona ] – Hamburg Dammtor – Hamburg Hbf ] / [ Oldenburg (Oldb) Hbf – Bremen Hbf ] – Hannover Hbf – Kassel-Wilhelmshöhe – Frankfurt (Main) Hbf – Frankfurt (Main) Flughafen Fernbahnhof – Mannheim Hbf – Stuttgart Hbf | Rijdt elke twee uur. Één trein per dag van/naar Oldenburg. |
| ICE 25 | InterCityExpress (DB Fernverkehr) | [ [ Kiel Hbf – Neumünster ] / [ Hamburg-Altona ] – Hamburg Dammtor – Hamburg Hbf – ] / [ Oldenburg (Oldb) Hbf – Bremen Hbf – ] Hannover Hbf – Göttingen – Kassel-Wilhelmshöhe – Fulda – Würzburg Hbf – [ Nürnberg Hbf – ] / [ Treuchtlingen – Donauwörth – Augsburg Hbf – München-Pasing ] / [ Ingolstadt Hbf ] – München Hbf – Tutzing – Murnau – Oberau – Garmisch-Partenkirchen | Rijdt elk uur tussen Hamburg en München. Elke twee uur een vleugeltrein naar/van Oldenburg. Enkele treinen via Augsburg. Één trein per dag door naar Garmisch-Partenkirchen. |
| ICE 91 | InterCityExpress (DB Fernverkehr) | [ Hamburg-Altona – Hamburg Dammtor – Hamburg Hbf – Hamburg-Harburg – Hannover Hbf – Kassel-Wilhelmshöhe – Fulda ] / [ [ Hamburg Hbf – Hamburg-Harburg – Bremen Hbf – Osnabrück Hbf – Münster (Westf) Hbf – Dortmund Hbf – Hagen Hbf – Wuppertal Hbf – Solingen Hbf ] / [ Dortmund Hbf – Bochum Hbf – Essen Hbf – Duisburg Hbf – Düsseldorf Hbf ] – Köln Hbf – Bonn Hbf – Koblenz Hbf – Mainz Hbf – Frankfurt (Main) Flughafen Fernbahnhof – Frankfurt (Main) Hbf – Hanau Hbf ] – Würzburg Hbf – Nürnberg Hbf – Regensburg Hbf – Plattling – Passau Hbf – Wels Hbf – Linz Hbf – St. Pölten Hbf – Wien Meidling – Wien Hbf – Flughafen Wien-Schwechat                                | Rijdt elke twee uur tussen Frankfurt en Wenen. Enkele treinen vanaf Hamburg via Dortmund. Één trein vanaf Hamburg via Hannover.                                              |
| IC 26  | Intercity (DB Fernverkehr)        | [ [ Westerland (Sylt) – Husum ] / [ Hamburg-Altona ] – Hamburg Dammtor ] / [ Ostseebad Binz – Stralsund Hbf – Rostock Hbf – Bützow – Bad Kleinen – Schwerin Hbf ] – Hamburg Hbf – Hamburg-Harburg – Lüneburg – Uelzen – Celle – Hannover Hbf – Göttingen – Kassel-Wilhelmshöhe – [ Marburg (Lahn) – Gießen – Frankfurt (Main) Hbf – Darmstadt Hbf – Bensheim – Weinheim (Bergstraße) – Heidelberg Hbf – Bruchsal – Karlsruhe Hbf ] / [ Fulda – Würzburg Hbf – Ansbach – Augsburg Hbf – [ Buchloe – Kempten (Allgäu) Hbf – Immenstadt – Oberstdorf ] / [ München Ost – Rosenheim – [ Prien a Chiemsee – Traunstein – Freilassing – Berchtesgaden ] / [ Kufstein – Innsbruck Hbf ] ] | Enkele treinen vanaf Binz en Westerland, enkele treinen vanaf Kassel richting Augsburg.                                                                                      |
| IRE    | Interregio-Express (DB Regio)     | Berlin Ostbf – Berlin Hbf – Berlin Zoologischer Garten – Berlin-Spandau – Stendal Hbf – Salzwedel – Uelzen – Lüneburg – Hamburg-Harburg – Hamburg Hbf | Enkele treinen per dag |
| RE 2   | Regional-Express (metronom)       | Uelzen – Celle – Hannover Hbf – Nordstemmen – Elze (Han) – Alfeld (Leine) – Kreiensen – Northeim (Han) – Göttingen | |
| RE 3   | Regional-Express (metronom)       | Uelzen – Lüneburg – Hamburg-Harburg – Hamburg Hbf | |
| RE 5   | Regional-Express (Start)          | Hamburg Hbf – Hamburg-Harburg – Buxtehude – Stade – Otterndorf – Cuxhaven | |
| RB 31  | Regionalbahn (metronom)           | Hamburg Hbf – Hamburg-Harburg – Maschen – Lüneburg | |
| S6     | S-Bahn (DB Regio Nord)            | Hannover Hbf – Celle | |
| S7     | S-Bahn (DB Regio Nord)            | Hannover Hbf – Lehrte – Celle | |
|        | S-Bahn (DB Regio)                 | Pinneberg – Elbgaustraße – Eidelstedt – Altona – Hauptbahnhof – Harburg – Harburg Rathaus – Neugraben | |

## Aansluitingen
In de volgende plaatsen is of was er een aansluiting op de volgende spoorlijnen:
Lehrte
DB 1730, spoorlijn tussen Hannover en Braunschweig
DB 1734, spoorlijn tussen Hannover en Lehrte
DB 1750, spoorlijn tussen Wunstorf en Lehrte
DB 1770, spoorlijn tussen Lehrte en Nordstemmen
DB 6107, spoorlijn tussen Berlijn en Lehrte
Burgdorf
lijn tussen Burgdorf en Hänigsen
Celle
DB 1710, spoorlijn tussen Hannover en Celle
DB 1721, spoorlijn tussen Celle en Wahnebergen
DB 1722, spoorlijn tussen Celle en Braunschweig
DB 1724, spoorlijn tussen Gifhorn Stadt en Celle
DB 9170, spoorlijn tussen Celle en Soltau
DB 9173, spoorlijn tussen Celle en Wittingen
Uelzen
DB 1960, spoorlijn tussen Uelzen en Langwedel
DB 1963, spoorlijn tussen Uelzen en Dannenberg
DB 6899, spoorlijn tussen Stendal en Uelzen
Lüneburg
DB 1150, spoorlijn tussen Lüneburg en Büchen
DB 1151, spoorlijn tussen Wittenberge en Jesteburg
DB 1153, spoorlijn tussen Lüneburg en Stelle
DB 9110, spoorlijn tussen Lüneburg en Bleckede
DB 9111, spoorlijn tussen Lüneburg en Soltau
Winsen
DB 9112, spoorlijn tussen Winsen en Hützel
DB 9113, spoorlijn tussen Winsen en Niedermarschacht
Stelle
DB 1153, spoorlijn tussen Lüneburg en Stelle
DB 1281, spoorlijn tussen Stelle en Maschen
DB 1284, spoorlijn tussen Stelle en Maschen
aansluiting Meckelfeld
DB 1280, spoorlijn tussen Buchholz en de aansluiting Allermöhe
Hamburg-Harburg
DB 1255, spoorlijn tussen Maschen en Hamburg Süd
DB 1257, spoorlijn tussen Hamburg-Harburg W603 - Hamburg-Harburg W646 (spoor 5+6)
DB 1259, spoorlijn tussen Hamburg-Harburg W550 - Hamburg-Harburg W645 (spoor 3+4)
DB 1280, spoorlijn tussen Buchholz (Nordheide) en aansluiting Allermöhe
DB 2200, spoorlijn tussen Wanne-Eickel en Hamburg
aansluiting Unterelbe
DB 1252, spoorlijn tussen de aansluiting Unterelbe en Hamburg Unterelbe Seehafen
Hamburg-Hausbruch
DB 1253, spoorlijn tussen de aansluiting Süderelbbrücke en Hamburg-Waltershof
Hamburg-Neugraben
DB 1268, spoorlijn tussen Hamburg-Neugraben en Hamburg-Fischbek
DB 1271, spoorlijn tussen Hamburg Hauptbahnhof en Hamburg-Neugraben
Buxtehude
DB 1261, spoorlijn tussen Buxtehude en Buxtehude Ost
DB 9128, spoorlijn tussen Buxtehude en Harsefeld
Stade
DB 1260, spoorlijn tussen Hesedorf en Stade
DB 1263, spoorlijn tussen Stade en Bützfleth
Cuxhaven
DB 1310, spoorlijn tussen Bremerhaven en Cuxhaven
DB 1264, spoorlijn tussen Cuxhaven W403 en Cuxhaven Amerika-Bahnhof
DB 1265, spoorlijn tussen Cuxhaven W51 en Cuxhaven Fischereihafen

## Elektrificatie
Het traject tussen Lehrte en Hamburg-Harburg werd in 1965 geëlektrificeerd met een wisselspanning van 15.000 volt 16 2/3 Hz. Tussen Hamburg-Harburg en Stade volgde elektrificeren in 1968.